# Purullena
Purullena é um município da Espanha na província de Granada, comunidade autónoma da Andaluzia, de área 21,19 km² com população de 2252 habitantes (2007) e densidade populacional de 107,88 hab/km².

## Demografia
| Variação demográfica do município entre 1991 e 2004 | Variação demográfica do município entre 1991 e 2004 | Variação demográfica do município entre 1991 e 2004 | Variação demográfica do município entre 1991 e 2004 |
| --------------------------------------------------- | --------------------------------------------------- | --------------------------------------------------- | --------------------------------------------------- |
| 1991                                                | 1996                                                | 2001                                                | 2004                                                |
| 2514                                                | 2196                                                | 2563                                                | 2286                                                |